# República do Peru (telessérie)
República do Peru foi um seriado de televisão brasileiro exibido pela TV Brasil criado por Marcia Zanelatto e com direção de Carolina Paiva da Flora Filmes. A telessérie estreou sua 1ª temporada em 09 de outubro de 2015 na TV Brasil, já a 2ª temporada foi gravada em 2018 e estreada em 10 de dezembro de 2019, tendo a atriz Joana Fomm substituído Lúcia Alves no papel de Memê. 

## Elenco

### Principal
| Ator                 | Personagem       | Temporadas | Temporadas |
| Ator                 | Personagem       | 1ª 2015    | 2ª 2019    |
| -------------------- | ---------------- | ---------- | ---------- |
| Lady Francisco       | Arlete           |            |            |
| Lúcia Alves          | Armênia "Memê"   |            |            |
| Joana Fomm           | Armênia "Memê"   |            |            |
| Monique Lafond       | Arlinda          |            |            |
| Dhu Moraes           | Lady             |            |            |
| Anselmo Vasconcellos | Síndico Gustavão |            |            |
| Robson Caetano       | Russo            |            |            |

### Participações Especiais
| Ator/Atriz        | Personagem      |
| ----------------- | --------------- |
| Marcos Breda      | Zé Aurélio      |
| Isadora Ribeiro   | Irene           |
| Paulo Cintura     | Paulo           |
| Conceição Senna   | Tia Neidinha    |
| Pedro Osório      | Matias          |
| André Di Mauro    | Álvaro          |
| Júlio Braga       | Don John        |
| Gabriela Werneck  | Lia             |
| David Pinheiro    | Coelho          |
| Wilson Rabelo     | Pinto           |
| Gerson Augusto    | Cabo Nascimento |
| Juliana Guimarães | Sônia           |
| Sílvio Matos      | Rola            |